# Notocyathus venustus
Notocyathus venustus är en korallart som först beskrevs av Alcock 1902.  Notocyathus venustus ingår i släktet Notocyathus och familjen Turbinoliidae. Inga underarter finns listade i Catalogue of Life.